# Saverys (familie)
De familie Saverys is een Belgische redersfamilie, bekend van onder meer de Compagnie maritime belge (CMB) en Exmar. Ze is bovendien een van de rijkste Belgische families met een geschat vermogen in 2024 van 900,5 miljoen euro.

## Geschiedenis
Het belang van de familie Saverys in de scheepvaartwereld vindt zijn oorsprong bij Bernard Boel, die als timmerman, net voor de Belgische onafhankelijkheid een kleine scheepswerf oprichtte in Temse, aan de Schelde ten zuiden van Antwerpen, later bekend als de Boelwerf. In 1904 kwam het bedrijf in handen van Frans Boel die het bedrijf tot expansie bracht. Pas nadat zijn schoonzoon Georges Van Damme na de Tweede Wereldoorlog het roer overnam werd het bedrijf een wereldspeler.
Philippe Saverys (1930-2002) huwde in 1953 met Jeanne Van Damme (1931-2008), dochter van Georges Van Damme en kleindochter van Frans Boel.

## Eerste generatie Saverys

### Philippe Saverys
- Philippe Saverys (1930-2002)
- Jacques Saverys (1937-2013) Hij was algemeen directeur van Bocimar en zou in de jaren tachtig, na opname van deze onderneming in CMB, gedelegeerd bestuurder van CMB worden. In 1992 werd deze taak overgedragen aan zijn neef Marc, zoon van Philippe. In 1993 richtte hij de firma Kleimar NV op, die een vloot van Capesize en Panamax-schepen beheert.[3]

## Tweede generatie Saverys
Deze wordt gevormd door Marc, Nicolas en Virginie Saverys. 

### Marc Saverys
Marc Saverys (°1954) behaalde een graad Rechten aan de Universiteit Gent in 1976. Na zijn studies vervoegde hij de scheepsbevrachtingsafdeling van Bocimar, toen in handen van de CMB-groep. In 1985 startte hij de droge-bulkafdeling op van Exmar. Na de overname in 1991 door Almabo van CMB werd hij er gedelegeerd bestuurder. Na de oprichting van Euronav NV in 2003 werd hij Voorzitter van de Raad van Bestuur. Euronav specialiseert zich in het petroleumvervoer. In 2014 werden 15 tankers overgenomen van Maersk. Daardoor wordt het een van de grootste petroleumtankermaatschappijen ter wereld. Hij is nu bestuurder van diverse bedrijven die onder de Euronav- en CMB-groep vallen, beide genoteerd op Euronext Brussel. Bovendien is hij voorzitter van Delphis en bestuurder van Sibelco (exploitatie van kwartszand) en Mediafin (een mediagroep). Onder impuls van zijn zoon Sebastiaan richtte hij in 2005 de private stichting Durabilis op, die tot doelstelling heeft hulp te verlenen bij het oprichten en ontwikkelen van plaatselijke ondernemingen in ontwikkelingslanden. In het kader van deze stichting werd in Peru Stevia One opgericht waarvan hij bestuursvoorzitter is. (zie verder)
Marc is een sigarenliefhebber en stille vennoot in de Antwerpse sigarenzaak, Mike's Havana House.
Kinderen:
- Alexander Saverys. Jurist. Hij richtte in 2004 Delphis op, waarvan hij nu Managing Director is.
- Sebastiaan Saverys. Ingenieur. CEO van Durabilis en Fair-Fruit[7] en woont in Peru.[8]
- Michaël Saverys.  General Manager bij Bocimar NV.
- Ludovic Saverys. Handelsingenieur. Directeur bij de familiale holdingsmaatschappij Saverco.

### Nicolas Saverys
Nicolas Saverys (°1958) behaalde een diploma Economie aan de Universiteit Gent in 1980. Hij lag mee aan de basis van Exmar en zijn ontwikkeling tot wereldspeler op vlak van gastankers en aanverwante activiteiten. Hij is de CEO en algemeen directeur van deze onderneming. Hij was tevens 20 jaar lang voorzitter van de Koninklijke Belgische Redersvereniging. In die functie bewerkstelligde hij dat de Belgische koopvaardijvloot, die om fiscale redenen België had verlaten, opnieuw werd ingevlagd en nu zelfs groter is dan bijvoorbeeld de Nederlandse koopvaardijvloot en de Franse koopvaardijvloot. Hij is Voorzitter van de Vlaamse Havenvereniging en van de in december 2012 opgerichte vzw Vlaamse Vereniging Gelijkberechtiging Natuurbeheer (VVGN), een organisatie die subsidies voor natuurverenigingen wil inperken. Nicolas Saverys is tevens bestuurder van NileDutch, een scheepvaartmaatschappij, gespecialiseerd in het containervervoer naar Afrika.
Kinderen:
- Barbara Saverys. Bestuurder bij Exmar.
- Pauline Saverys. Psychologe. Bestuurder bij Exmar.
- Ariane Saverys. Master in Nautische Wetenschappen. Bestuurder bij Exmar.[15]

### Virginie Saverys
Virginie Saverys (°1960) studeerde Rechten aan de Universiteit van Parijs, waar zij in 1983 afstudeerde. Zij startte haar loopbaan in het juridisch departement bij Bocimar. In 1985 startte zij de juridische afdeling op bij Exmar. Van 1991 tot 2006 oefende zij dezelfde activiteit uit voor de gehele CMB-groep. Zij is beheerder bij CMB sinds 1993 en bij Euronav sinds 2003.
Bovendien is zij de eigenaar van de wijngaard Avignonesi in Montepulciano (Toscane).